# Fácánkert
Fácánkert là một thị trấn thuộc hạt Tolna, Hungary. Thị trấn này có diện tích 10,7 km², dân số năm 2010 là 643 người, mật độ 60 người/km².